# Drosophila mysorensis
Drosophila mysorensis är en tvåvingeart som beskrevs av C. Adinarayana Reddy och Krishnamurthy 1970. Drosophila mysorensis ingår i släktet Drosophila och familjen daggflugor.
Artens utbredningsområde är Indien.